# Гибралтар Феникс
Гибралтар Феникс (на английски: Gibraltar Phoenix Football Club) е полупрофесионален футболен отбор от Гибралтар, задморска територия на Великобритания. 

## История
Клубът е основан през 2011 г. През 2016/17 печели Втората дивизия и прави промоция в Премиършип. През 2018/19 постига най-доброто си класиране: 5-о място, след което е разформирован.

## Успехи
- Първа дивизия
  - 5-о (1): 2018/19
- Втора дивизия
  -  Шампион (1): 2016/17
- Купа на Гибралтарска 2 дивизия:
  -  Носител (1): 2017
- Купа на Скалата:
  - 1/2 финалист (2): 2016/17, 2018/19